# Argo Arbeiter
Argo Arbeiter (* 5. Dezember 1973 in Viljandi) ist ein ehemaliger estnischer Fußballspieler und heutiger -trainer.
Seine Karriere begann er 1991 bei Tulevik Viljandi. Er war ein sehr wechselfreudiger Spieler und blieb in seiner Karriere bei keinem Verein länger als drei Jahre. So spielte er in seiner Karriere bei insgesamt zwölf verschiedenen Vereinen in Estland und Finnland. Die längste Zeit von 1998 bis 2000 verbrachte er beim finnischen Verein Kotkan TP, wo er Stammspieler war.
Für die estnische Fußballnationalmannschaft bestritt er 29 Einsätze, wobei er 6 Tore schoss. Im Spiel am 13. November 1996 gegen Andorra gelang es ihm, in zwanzig Minuten vier Tore zu erzielen. Zwei weitere Tore gelangen ihm gegen Tschechien und Georgien.